# Not Listening
Not Listening E.P. è un EP degli Snuff pubblicato nel 1999.

## Tracce
1. Not Listening – 2:38
2. Dead & Buried – 2:29
3. That's Enough – 2:50
4. No - One Home – 3:10
5. Don't Fear The Reaper – 3:01

## Formazione
- Duncan Redmonds
- Loz Wong
- Lee Batsford
- Dave Redmonds
- Lee Murphy